# Sumbawanga (MC)
Sumbawanga (MC) (Sumbawanga Municipal Council, auch Sumbawanga Mjini genannt) ist ein Distrikt der tansanischen Region Rukwa. Er grenzt im Osten und im Süden an den Distrikt Sumbawanga DC, im Südwesten an den Distrikt Kalambo und im Nordwesten an den Distrikt Nkasi.

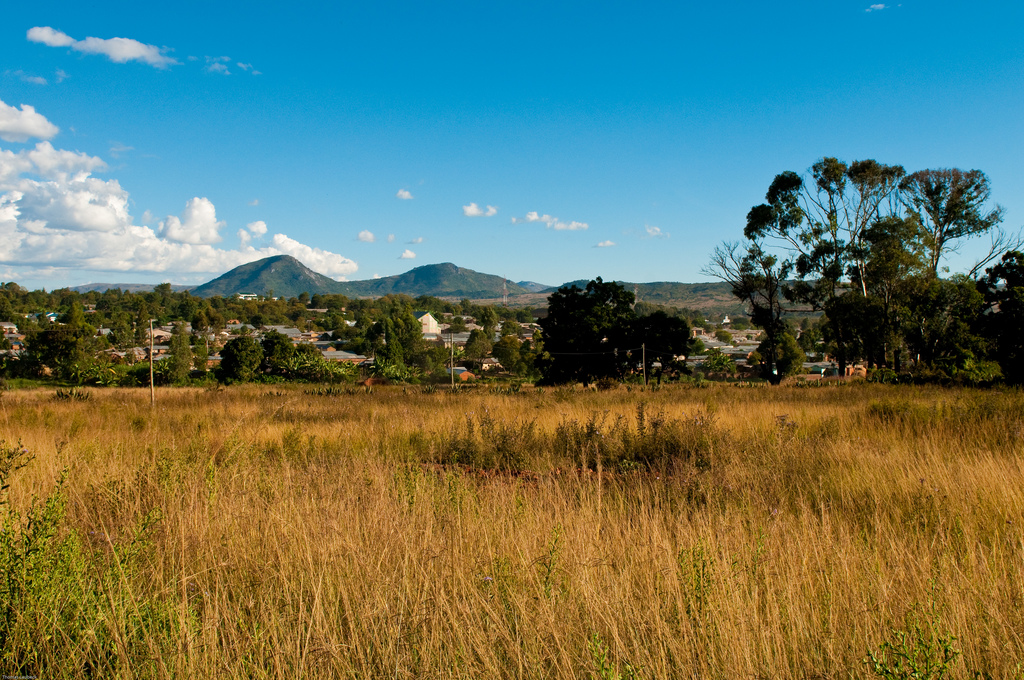
Blick auf die Stadt Sumbawanga

## Geographie
Sumbawanga hat eine Fläche von 1329 Quadratkilometern und 303.986 Einwohner (Volkszählung 2022). Der Distrikt liegt auf dem Ufipa-Plateau, einem Teil des südlichen Hochlands von Tansania in einer Höhe von rund 1700 Metern über dem Meer. Die Entwässerung erfolgt durch den Fluss Lwiche, der nach Nordosten in den Rukwasee fließt. Nach Osten steigt der Distrikt auf über 2400 Meter an.
Das Land ist großteils von Büschen bewachsenes Grasland. Die Hänge und Hügel sind teilweise bewaldet.
Das Klima in Sumbawanga ist warm und gemäßigt, in der effektiven Klimaklassifikation wird es als Cwb bezeichnet. Die durchschnittlichen jährlichen Niederschläge von 1533 Millimetern fallen großteils in den Monaten November bis April, die Monate Juni bis September sind sehr trocken. Die Durchschnittstemperatur schwankt zwischen 15,8 Grad Celsius im Juli und 20,1 Grad im Oktober.

## Geschichte
Der Name Sumbawanga leitet sich von den zwei Fipa-Wörtern „Sumba“ (Wurf) und „Wanga“ (Hexerei) her. Es bedeutet, dass die früheren Häuptlinge der Gegend mit dem Hexenhandwerk in Verbindung gebracht wurden. Der Aufstieg von Sumbawanga begann, als 1929 die deutschen Besatzer das Verwaltungszentrum von Nkasi nach Sumbawanga verlegten. Im Jahr 1982 erhielt die Stadt den Status eines eigenständigen Distriktes.

## Verwaltungsgliederung
Der Distrikt besteht aus dem einen Wahlkreis (Jimbo) Sumbawanga Mjini und 19 Bezirken (Wards):
- Chanji
- Izia
- Kasense
- Katandala
- Kizwite
- Lwiche
- Mafulala
- Majengo
- Malangali
- Matanga
- Mazwi
- Milanzi
- Mollo
- Momoka
- Msua
- Ntendo
- Pito
- Senga
- Sumbawanga

## Bevölkerung
Die am häufigsten gesprochene Sprache ist Swahili. Daneben gibt es die lokalen Sprachen Fipa, Mambwe, Lungu, Nyamwanga, Nyakyusa, Kinga und Safwa. Von einer kleinen Anzahl von Menschen wird auch Englisch gesprochen. Die Bevölkerungszahl betrug 90.703 bei der Volkszählung 1988, stieg auf 146.842 im Jahr 2002 und weiter auf 209.793 bei der Volkszählung 2012. Für das Jahr 2016 wurden 238.491 Einwohner geschätzt. Bei der Volkszählung 2022 lebten 303.986 Menschen in 70.344 Haushalten.
Bevölkerungsentwicklung:
| Volkszählung | Einwohner |
| ------------ | --------- |
| 1988         | 90.703    |
| 2002         | 146.842   |
| 2012         | 209.793   |
| 2022         | 303.986   |

## Einrichtungen und Dienstleistungen
- Bildung: Im Distrikt befinden sich 69 Grundschulen und 17 weiterführende Schulen.[8] Während im Zeitraum 2009 bis 2013 durchschnittlich 45.000 Kinder eine Grundschule besuchten, waren 12.000 in weiterführenden Schulen, davon 3.000 in Privatschulen.[9]
- Gesundheit: Für die medizinische Versorgung der Bevölkerung gibt es 2 Gesundheitszentren und 32 Apotheken.[8] Im kirchlichen Atiman Krankenhaus unterstützen deutsche Augenärzte seit 2017 die lokalen Ärzte. Beim vierten Hilfseinsatz im Jahr 2019 wurden von zehn Ärzten 1000 Patienten untersucht und 200 Augenoperationen durchgeführt.[10]
- Wasser: Bei einem täglichen Wasserbedarf von 10.000 Kubikmeter Wasser können in der Regenzeit 3.000 und in der Trockenzeit nur 1.500 Kubikmeter sauberes Wasser bereitgestellt werden.[11]

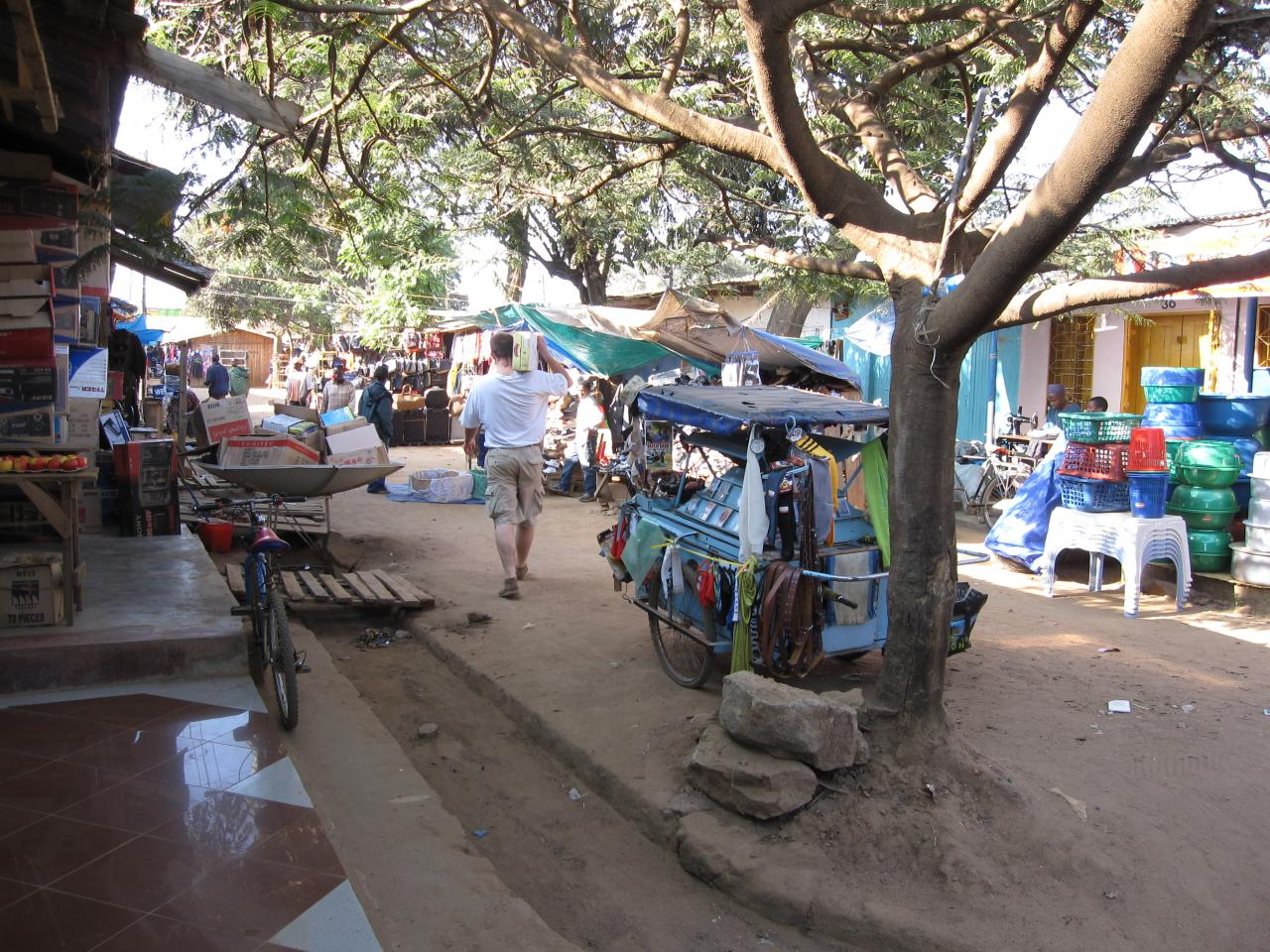
Marktszene in Sumbawanga

## Wirtschaft und Infrastruktur
- Landwirtschaft: Rund 85 Prozent der Erwerbstätigen sind in der Landwirtschaft beschäftigt. Etwa 12 Prozent der Bevölkerung hält Haustiere, vor allem Rinder, Ziegen, Esel, Geflügel, Schweine, Schafe, Hasen, Perlhühner und Tauben.[12]
- Bodenschätze: An Bodenschätzen sind Smaragd, Kohle, Limonit, Kies und Sand vorhanden, sie werden jedoch nur in geringen Mengen abgebaut.[12]
- Energie: Sumbawanga ist nicht an des nationale Stromnetz angeschlossen. Elektrizität wird teilweise aus Sambia importiert oder lokal von einem 8-KW-Generator erzeugt.[11]
- Straße: Durch den Distrikt verläuft die Nationalstraße von Songwe im Südosten nach Katavi im Norden. Sie ist großteils asphaltiert. Ebenfalls teilweise asphaltiert sind die Straßen zum Tanganjikasee und nach Sambia.[13]